# Hanns Alexander
Hanns Alexander (Berlim, 6 de maio de 1917 - Londres, 23 de dezembro de 2006) foi um refugiado judeu alemão, conhecido porque rastreou e prendeu Gustav Simon, um oficial do Partido Nazista, e Rudolf Höss, o Comandante de Auschwitz .

## Biografia
Nascido em Berlim, filho de Alfred Alexander e Henny Alexander, ele cresceu com seu irmão gêmeo Paul em uma família rica. Seu pai era um médico proeminente, ligado a uma roda social com muitos atores, artistas e cientistas conhecidos, incluindo Albert Einstein, entre seus amigos e pacientes. Em 1936, após ser informado de que estava em uma lista de prisão da Gestapo, Alfred permaneceu em Londres, onde estava visitando uma filha, e conseguiu ajudar o resto de sua família a emigrar para a Inglaterra via Suíça.

### Segunda Guerra Mundial
Em setembro de 1939, após a eclosão da Segunda Guerra Mundial, Alexander se alistou no exército britânico, mas foi recusado como inimigo estrangeiro . Ele conseguiu ingressar no Royal Pioneer Corps como soldado em 1940, frequentou o treinamento de oficiais em 1943 e, em 1945, foi intérprete em interrogatórios de guardas e funcionários no recém-libertado campo de concentração de Bergen-Belsen .
"Dominado por uma raiva justificada", e sabendo que Rudolf Höss, o ex-comandante de Auschwitz, havia se escondido, Alexander pediu permissão a seus superiores para rastrear suspeitos de crimes de guerra fugitivos, mas lhe foi negada. Ele embarcou em uma busca por Höss em seu tempo livre, e quando o "No. 1 War Crimes Investigation Team" foi formado pelo governo britânico em meados de 1945, ele foi convidado a ingressar, e tornou-se um caçador de nazistas em tempo integral. Seu primeiro grande sucesso foi rastrear e prender em dezembro de 1945 Gustav Simon. No Luxemburgo, Simon foi responsável pela deportação precoce e rápida da população judaica e pelas execuções de combatentes da resistência.
Alexander prendeu Rudolf Höss em 11 de março de 1946 em Gottrupel (Alemanha), onde vivia disfarçado de jardineiro e se autodenominava Franz Lang. A esposa de Höss havia desistido de seu endereço depois que Alexander ameaçou enviar seu filho adolescente para a Sibéria - algo que ele não seria capaz de fazer. Höss inicialmente negou sua identidade "insistindo que ele era um jardineiro humilde, mas Alexandre viu sua aliança de casamento e ordenou que Höss a tirasse, prometendo cortar seu dedo se não o fizesse. O nome de Höss estava inscrito dentro. Os soldados judeus que acompanhavam Alexandre começaram a bater em Höss com cabos de machado. Depois de alguns momentos e um pequeno debate interno, Alexander os retirou."
Após a guerra, Alexander teve uma longa carreira profissional como banqueiro comercial na SG Warburg . Ele morreu em Londres aos 89 anos